# Ихтиляф
Ихтиля́ф (араб. اختلاف — разногласие) — исламское научное религиозное разногласие, противоположность иджма‘.
Запрещается по отношению к вероучительным основам Корана и Сунны, смыслы которых ясны и в суждении по которым нескольких мнений быть не может. Исламские первоисточники неоднократно осуждают те общины, которые впали в ихтиляф относительно ясных и однозначных знамений Аллаха. Ислам допускает существование ихтиляфа по некоторым второстепенным вопросам практического и правового характера, а также по неясным вопросам вероучения — калям, если положения первоисточников применительно к этим вопросам могут быть поняты неоднозначно или выражены неконкретно.

## Предписания Корана
Аятом о подчинении предусмотрено, что после смерти Мухаммеда разногласия или ихтиляф должны разрешаться на основе Корана и Сунны:

 О те, которые уверовали! Повинуйтесь Аллаху, повинуйтесь Посланнику и обладающим влиянием среди вас. Если же вы станете препираться о чем-нибудь, то обратитесь с этим к Аллаху и Посланнику, если вы веруете в Аллаха и Последний день. Так будет лучше и прекраснее по значению (или по исходу; или по вознаграждению)! ۝
— Коран 4:59 (Кулиев)
Таким образом, в случае появления каких-либо споров или ихтиляфа по каким-либо религиозным вопросам или правилам, Коран предписывает возвращаться к Корану и Сунне для разрешения ихтиляфа во избежание таклида.

## В Сунне
Хадис «Всевышний Аллах никогда не позволит моей умме объединиться на заблуждении» упоминают ат-Тирмизи, Ибн Маджа, Ахмад ибн Ханбаль и ад-Дарими. Этот и похожие хадисы часто приводятся как доказательство иджма` и отвержение ихтиляфа с суннитской точки зрения.

## Разногласие и противоречие
Имам Рагиб аль-Исфахани пишет в книге «Муфрадат аль-Куран»:
"Разногласие и расхождение — это когда каждый избирает свой путь, отличный от пути других, в состоянии и выражении [без раздоров и разобщения, на что указывает полный смысл слов Рагиба], однако, так как разногласие среди людей часто приводит к раздору и спорам, то [слово «разногласие»] стало аллегорически использоваться для обозначения разобщённости и споров.

 Но секты разошлись во мнениях между собой. Горе же неверующим, которые встретят Великий день! ۝
— Коран 19:37 (Кулиев)

 Если бы твой Господь захотел, то Он сделал бы человечество единой общиной верующих. Однако они не перестают вступать в противоречия ۝
— Коран 11:118 (Кулиев)
Слово «разногласие» в языковом значении не содержит указаний на разобщённость и раздор, но, оттого что люди не могут принять разногласие и их сердца не приемлют мнения, отличного от их собственного, разногласие приводит к раздорам и разобщённости. И в некоторых аятах Корана слово «разногласие» используется в этом значении. Что касается слова «противоречие» (хиляф), то Рагиб аль-Исфахани далее говорит: «Слово „противоречие“ имеет более общее значение, чем „противоположность“, потому что все противоположности противоречат друг другу, но не все противоречия противоположны». Например, чёрное и белое и противоположны друг другу и отличны друг от друга, но красное и зелёное отличаются друг от друга, но не противоположны друг другу, и поэтому слово «противоречие» имеет более общий смысл, чем «противоположность», потому что включает в себя как возможность противоположности, так и возможность различия без противоположности.
Согласно книге «Куллият» Абу аль-Бака аль-Кафави различие между разногласием (ихтиляф) и противоречием (хиляф) заключается в следующем:
1. Разногласие — это когда пути различны, но цель одна, а противоречие (хиляф) — когда и путь, и цель различаются.
2. Разногласие — то, что основано на доказательстве, а противоречие — то, что не основано на доказательстве.
3. Разногласие — это следствие милости, а противоречие — следствие новшества (бида).
4. Если кадий вынесет решение на основе противоречия (хиляф) и этот же вопрос предстанет перед другим судьёй, то он может отменить это решение, потому что противоречие наблюдается в таких вопросах, где не может быть иджтихада, и это то, что противоречит Корану, Сунне и иджме.

Различие между разногласием и противоречием можно объяснить более современным выражением: разногласие — это различие в средствах, но единство в цели, а противоречие — это расхождение как в средствах, так и в целях. Рагиб аль-Исфахани сравнил это с «группой людей, которые идут в одном направлении, но при этом каждый идёт своей дорогой, и это похвальное разногласие». А противоречие — это то, что содержит в себе разлад, споры и реальное расхождение, в то время как разногласие есть различие в выражениях, но не реальное разделение. И поэтому можно часто услышать, как учёные говорят: это разногласие (ихтиляф), но не противоречие (хиляф). Так происходит в случае, если разногласие словесное и два мнения можно объединить. И об этом также говорят: «Это разногласие в деталях, но не взаимоисключающее разногласие». А также говорят о сильном противоречии — это реальное разногласие, или сущностное противоречие. И именно в этом значении используется слово «противоречие» в выражении Ибн Масуда, да будет доволен им Аллах: «Противоречие (хиляф) — зло». А заявление, что между этими двумя значениями нет разницы, ошибочно.